# ピエール瀧のしょんないTV
『ピエール瀧のしょんないTV』（ピエールたきのしょんないティーヴィー）は、2010年10月17日から2019年3月8日まで静岡朝日テレビ（あさひテレビ、SATV）の制作、一部のテレビ朝日系列局その他で放送されていたピエール瀧出演のバラエティ番組である。最終放送時点でのあさひテレビの放送時間は毎週金曜日0:25 - 0:55（木曜日深夜、JST）。

## 概要
「しょんないことに真実がある」をキャッチフレーズに、ピエール瀧らが静岡県内のマニアックな場所やサブカルチャー的なスポットを巡る大人の社会科見学的番組である。2012年11月16日の放送より静岡市葵区にある賃貸ビルにしょんない秘密基地を構えてからは、そこにゲストを招いて行う企画も登場していた。
番組開始から2012年までは月1回の放送であったが、2013年1月から週1回のレギュラー放送となった。オープニングの瀧の似顔絵もしりあがり寿（静岡市出身）によるものとなったほか、タレントのゲストが時折出演するようになった。
2014年6月27日放送分で通算100回を迎えた。
2015年1月30日の放送冒頭でしょんない秘密基地の退去が事後報告されて以降、しばらくの間は静岡朝日テレビ社内などで収録を行ってきたが、2015年3月から、静岡市駿河区内にある日帰り温泉施設「大江戸温泉物語 天下泰平の湯 すんぷ夢ひろば」の営業していない一角を新たな秘密基地（通称：しょんないランド）として借りて収録を行っていた。2018年4月以降、しょんないランドでの収録は一切行われておらず、企画によって静岡県内各地及び東京都内などでロケ収録していたが、9月14日放送分では5ヶ月ぶりにしょんないランドでの収録が放送された。

### 放送の打ち切り
2019年3月13日、ピエール瀧が麻薬取締法違反の容疑で逮捕されたことを理由として静岡朝日テレビより同月15日（14日深夜）の放送回が休止となることが発表され、番組ホームページや公式Twitterアカウントなども削除された。なお、13日（12日深夜）に放送を予定していた一部の放送局では別番組への差し替えが間に合わず予定通り放送された。
2019年3月15日、静岡朝日テレビは番組の打ち切りを発表した。なお、本番組は同年4月からゴールデンタイムへの昇格が予定されていたが、全て白紙となる形での終了となった。
藤枝市下水道課と番組がコラボして2017年9月からJR藤枝駅南口3か所に設置されていた、しりあがり寿のイラストによる瀧と広瀬アナが描かれたご当地マンホールの蓋は瀧の逮捕直後に撤去された。
2019年8月、しょんないランドのあった「大江戸温泉物語 天下泰平の湯 すんぷ夢ひろば」はレジオネラ症の集団感染が発生し全面休業となり、2020年7月15日には大江戸温泉物語ホテルズ&リゾーツから静岡市内の企業リバティーに売却され、同年10月31日には「リバティーリゾート久能山」としてリニューアルオープンした。

## 出演者
- ピエール瀧（電気グルーヴ） - まれに謎の覆面レスラー「ザ・ファニー」[注 5]が代役を務める体をとることがあった。
- 広瀬麻知子（静岡朝日テレビアナウンサー・当時）
- 杉本孝一（静岡朝日テレビアナウンサー（当時）、主にナレーションを担当[注 6]していたが、2018年4月13日放送分をもって降板。2019年2月1日放送分では広瀬の結婚披露宴の司会をしていたため久々に出演。）
- ハリウッドザコシショウ（自称 準レギュラー）
- 宮崎吐夢（ナレーション、2018年12月 - 2019年3月）[12]

## 放送局
放送開始当初から2年間はローカル番組だったが、2012年9月以降は県外へのレギュラー放送及び単発放送を始めていた。また、当番組の公式サイトでは、自分の地域（都道府県）で『しょんないTV』を見たいという熱い気持ちを投票にぶつける「しょんないTV全国WEB投票」を実施していた。しかし、その投票結果は必ずしも、その地域で放送するという保証はないが、最近はネット局が増加傾向にあった。なお、当番組をネットしている放送対象地域を含む府県および佐賀県には投票できなかった。

### レギュラー放送
| 放送地域   | 放送局                 | 系列           | 放送開始日     | 放送日時                     | 備考                                    |
| ---------- | ---------------------- | -------------- | -------------- | ---------------------------- | --------------------------------------- |
| 静岡県     | 静岡朝日テレビ         | テレビ朝日系列 | 2010年10月16日 | 金曜 0:25 - 0:55（木曜深夜） | 制作局                                  |
| 愛媛県     | 愛媛朝日テレビ         | テレビ朝日系列 | 2012年9月23日  | 日曜 1:45 - 2:15（土曜深夜） | 第1回より放送                           |
| 福岡県     | 九州朝日放送           | テレビ朝日系列 | 2012年10月5日  | 金曜 2:20 - 2:50（木曜深夜） |                                         |
| 中京広域圏 | メ〜テレ               | テレビ朝日系列 | 2013年2月7日   | 木曜 2:29 - 2:59（水曜深夜） | 第28回より放送                          |
| 広島県     | 広島ホームテレビ       | テレビ朝日系列 | 2013年2月9日   | 火曜 1:55 - 2:25（月曜深夜） | 第29回より放送。2019年3月13日まで放送。 |
| 神奈川県   | テレビ神奈川           | 独立局         | 2013年10月8日  | 火曜 1:30 - 2:00（月曜深夜） | 第60回より放送                          |
| 沖縄県     | 琉球朝日放送           | テレビ朝日系列 | 2013年10月9日  | 水曜 0:50 - 1:20（火曜深夜） | 第53回より放送                          |
| 秋田県     | 秋田朝日放送           | テレビ朝日系列 | 2014年4月24日  | 木曜 1:20 - 1:50（水曜深夜） | 第36回より放送                          |
| 山口県     | 山口朝日放送           | テレビ朝日系列 | 2014年10月6日  | 月曜 1:45 - 2:16（日曜深夜） | [ 注 27 ]                               |
| 石川県     | 北陸朝日放送           | テレビ朝日系列 | 2015年1月10日  | 水曜 2:00 - 2:30（火曜深夜） | 第113回より放送                         |
| 東京都     | TOKYO MX2              | 独立局         | 2015年4月4日   | 土曜 11:30 - 12:00           | 第89回より放送 MX2（093ch）で放送       |
| 宮城県     | 東日本放送             | テレビ朝日系列 | 2015年10月2日  | 金曜 1:56 - 2:26（木曜深夜） | [ 注 29 ]                               |
| 熊本県     | 熊本朝日放送           | テレビ朝日系列 | 2016年1月8日   | 金曜 2:15 - 2:45（木曜深夜） | 第144回より放送                         |
| 京都府     | KBS京都                | 独立局         | 2016年4月7日   | 木曜 23:00 - 23:30           | [ 注 31 ]                               |
| 長野県     | 長野朝日放送           | テレビ朝日系列 | 2017年5月11日  | 木曜 1:25 - 1:55（水曜深夜） | 第231回より放送                         |
| 北海道     | 北海道テレビ           | テレビ朝日系列 | 2018年5月17日  | 木曜 1:20 - 1:50（水曜深夜） | 第177回より放送                         |
| 日本全国   | 日本映画専門チャンネル | 有料CS放送     | 2018年7月8日   | 日曜 1:50 - （土曜深夜）     | 遅れネット                              |

TOKYO MX、KBS京都、日本映画専門チャンネル以外はテレビ朝日系列局。

### 単発放送
| 放送地域       | 放送局           | 系列           | 放送日 | 放送時刻                                                                            | 放送回                                                          |
| -------------- | ---------------- | -------------- | --- | ----------------------------------------------------------------------------------- | --------------------------------------------------------------- |
| 青森県         | 青森朝日放送     | テレビ朝日系列 | 2012年11月20日 2013年1月12日 | 1:20 - 1:50 1:50 - 2:45                                                             | 第14回 第28回                                                   |
| 広島県         | 広島ホームテレビ | テレビ朝日系列 | 2012年11月24日 2013年2月2日 | 1:25 - 1:55 1:25 - 2:25                                                             | 第9回 第28回                                                    |
| 福島県         | 福島放送         | テレビ朝日系列 | 2012年11月25日 2013年1月6日 2013年1月12日 2013年2月2日 2013年3月2日 2013年3月9日 2013年3月23日 2013年4月6日 2013年12月3日 2014年7月28日 | 1:45 - 2:15 2:00 - 2:55 1:25 - 1:55 1:55 - 2:25 1:25 - 1:55 0:50 - 1:20 1:10 - 1:40 | 第2回 第28回 第4回 第5回 第6回 第7回 第8回 第9回 第14回 第104回 |
| 中京広域圏     | メ〜テレ         | テレビ朝日系列 | 2012年12月27日 | 2:30 - 3:00                                                                         | 第8回                                                           |
| 近畿広域圏     | 朝日放送         | テレビ朝日系列 | 2012年12月31日 2013年12月3日 2015年1月7日 2015年12月28日 2016年1月7日                                                                   | 3:10 - 4:10 1:41 - 2:16 2:45 - 3:15 2:38 - 3:08 2:44 - 3:14                         | 第14回・第19回 第49回 第89回 第140回 第134回                    |
| 岡山県・香川県 | 瀬戸内海放送     | テレビ朝日系列 | 2013年1月4日 2013年12月29日 | 2:15 - 3:10 2:05 - 3:00                                                             | 第28回 第33回                                                   |
| 秋田県         | 秋田朝日放送     | テレビ朝日系列 | 2013年1月4日 2014年2月17日 2014年2月24日 2014年3月17日 2014年3月24日                                                                    | 2:40 - 3:35 14:55 - 15:25                                                           | 第28回 第29回 第30回 第31回 第32回                              |
| 長崎県         | 長崎文化放送     | テレビ朝日系列 | 2013年1月4日 | 3:10 - 4:05                                                                         | 第28回                                                          |
| 石川県         | 北陸朝日放送     | テレビ朝日系列 | 2013年1月5日 2013年1月12日 2013年1月19日 2013年1月26日                                                                                  | 6:30 - 7:00                                                                         | 第2回 第4回 第5回 第6回                                         |
| 山口県         | 山口朝日放送     | テレビ朝日系列 | 2013年1月6日 | 1:57 - 2:52                                                                         | 第28回                                                          |
| 岩手県         | 岩手朝日テレビ   | テレビ朝日系列 | 2013年1月11日 2013年1月18日 | 1:20 - 1:50 1:35 - 2:05                                                             | 第19回 第23回                                                   |
| 新潟県         | 新潟テレビ21     | テレビ朝日系列 | 2013年1月12日 | 2:25 - 3:20                                                                         | 第28回                                                          |
| 大分県         | 大分朝日放送     | テレビ朝日系列 | 2013年2月2日 | 1:55 - 2:55                                                                         | 第28回                                                          |
| 沖縄県         | 琉球朝日放送     | テレビ朝日系列 | 2013年3月30日 | 0:20 - 1:15                                                                         | 第28回                                                          |
| 山形県         | 山形テレビ       | テレビ朝日系列 | 2013年8月20日 2013年11月2日 | 0:45 - 1:15 0:50 - 1:20                                                             | 第7回 第8回                                                     |
| 山梨県         | テレビ山梨       | TBS系列        | 2013年9月29日 2013年10月6日 2013年10月20日 2013年10月27日 2013年11月3日                                                                 | 0:58 - 1:28 1:13 - 1:43 0:58 - 1:28                                                 | 第14回 第3回 第29回 第30回 第31回                               |
| 鹿児島県       | 鹿児島放送       | テレビ朝日系列 | 2014年3月9日 2014年3月15日 | 6:00 - 6:30 7:29 - 7:58                                                             | 第36回 第37回                                                   |

### 再放送
静岡朝日テレビでは、2011年8月から2012年12月まで、ほぼ月に1度のペースで再放送が行われた。再放送されるエピソードは直近に放送される本放送の宣伝も兼ねる形になっていた。2013年1月からは本放送の週一化に合わせて毎週土曜日に再放送するようになった（特番の編成などで休止される場合がある）が、局編成の都合により2018年9月をもって終了した。